# Паралия Елеохориу
Паралия Елеохориу (на гръцки: Παραλία Ελαιοχωρίου) е село в Гърция, дем Кушница, област Източна Македония и Тракия. Според преброяването от 2001 година има 26 жители, а според преброяването от 2011 година има 27 жители.

## География
Паралия Елеохориу е малко крайбрежно селище, разположено на 28 километра югозападно от град Кавала. Името му в превод означава Плаж на Елеохори.

## История
Селото е обявено за самостоятелно селище в 2001 година, когато е отбелязано към тогавашния дем Елевтерес, където е зачислен по закона Каподистрияс. С въвеждането на закона Каликратис, Паралия Елеохориу става част от дем Кушница.